# Cleanfeed
Cleanfeed es el nombre dado a varios sistemas de filtrado de contenido de nivel ISP administrados de forma privada que operan en el Reino Unido y Canadá, y, para 2012, sometidos a pruebas en Australia con miras a su futura implementación obligatoria. Estos programas ordenados por el gobierno originalmente intentaron bloquear el acceso a pornografía infantil y contenido de abuso ubicado fuera del país que opera el sistema de filtrado.

## Implementaciones

### Reino Unido
Cleanfeed es una tecnología de sistema de bloqueo de contenido implementada en el Reino Unido por BT, el mayor proveedor de Internet de Gran Bretaña como el primero en bloquear la lista de contenido de imágenes de abuso infantil de Internet Watch Foundation. Fue creado en 2003 y comenzó a funcionar en junio de 2004.

### Canadá
Cleanfeed en Canadá es una lista voluntaria de filtrado de URL de Internet mantenida por Cybertip.ca para uso de los ISP participantes. Ocho proveedores importantes, que representan aproximadamente el 80% de los usuarios de Internet de Canadá, han estado utilizando la lista desde noviembre de 2006 para bloquear sitios web extranjeros.

## Implementaciones propuestas

### Australia
Cleanfeed en Australia era un sistema de filtración de contenido a nivel de ISP obligatorio propuesto. Fue propuesto por la oposición liderada por el Partido Laborista Australiano de Kim Beazley en un comunicado de prensa de 2006, con la intención de proteger a los niños que eran vulnerables al supuesto analfabetismo informático de los padres. Se anunció el 31 de diciembre de 2007 como una política a ser implementada por el gobierno de Rudd ALP, y las pruebas iniciales en Tasmania produjeron un informe en 2008. La oposición pública y las críticas surgieron rápidamente, lideradas por la EFA y obteniendo una atención irregular de los principales medios de comunicación, y la mayoría de los australianos, según se informa, "se oponían firmemente" a su implementación. Las críticas incluyeron gastos, inexactitud (será imposible garantizar que solo se bloqueen los sitios ilegales) y el hecho de que será obligatorio. Cleanfeed se abandonó silenciosamente como política después de las elecciones de 2010.